# 박준우 (기자)
박준우(1983년 11월 27일~)는 대한민국에서 활동하는 기자이자, 칼럼니스트, 요리연구가이다.

## 생애
대한민국의 서울특별시에서 태어나 벨기에에 위치한 대학에서 현대 어문학을 전공하였다가 언어적인 어려움 등으로 인해 중퇴하였다. 그 후, 프랑스어 공부에 매진하면서 1년 간
조각을 배웠다. 그러나 요리에 관심을 보이면서 조각을 그만두고 5개월 간 요리 공부를 하였고, 이를 바탕으로 미식평론을 전문으로 하는 프리랜서 기자로 활동하였다. 2011년에 대한민국으로 돌아왔고, 2012년에는 대한민국의 방송 채널인 올'리브의 텔레비전 프로그램인 마스터셰프 코리아에 출연하여 준우승을 하면서 본격적으로 방송 출연을 시작하였다.

## 방송
- 2014년 JTBC 《냉장고를 부탁해》
- 2014년 O'live 《올리브쇼 2014》
- 2015년 O'live 《올리브쇼 셰프들의 레시피 게임》
- 2024년 넷플릭스 《흑백요리사》